# Silke Hildebrandt

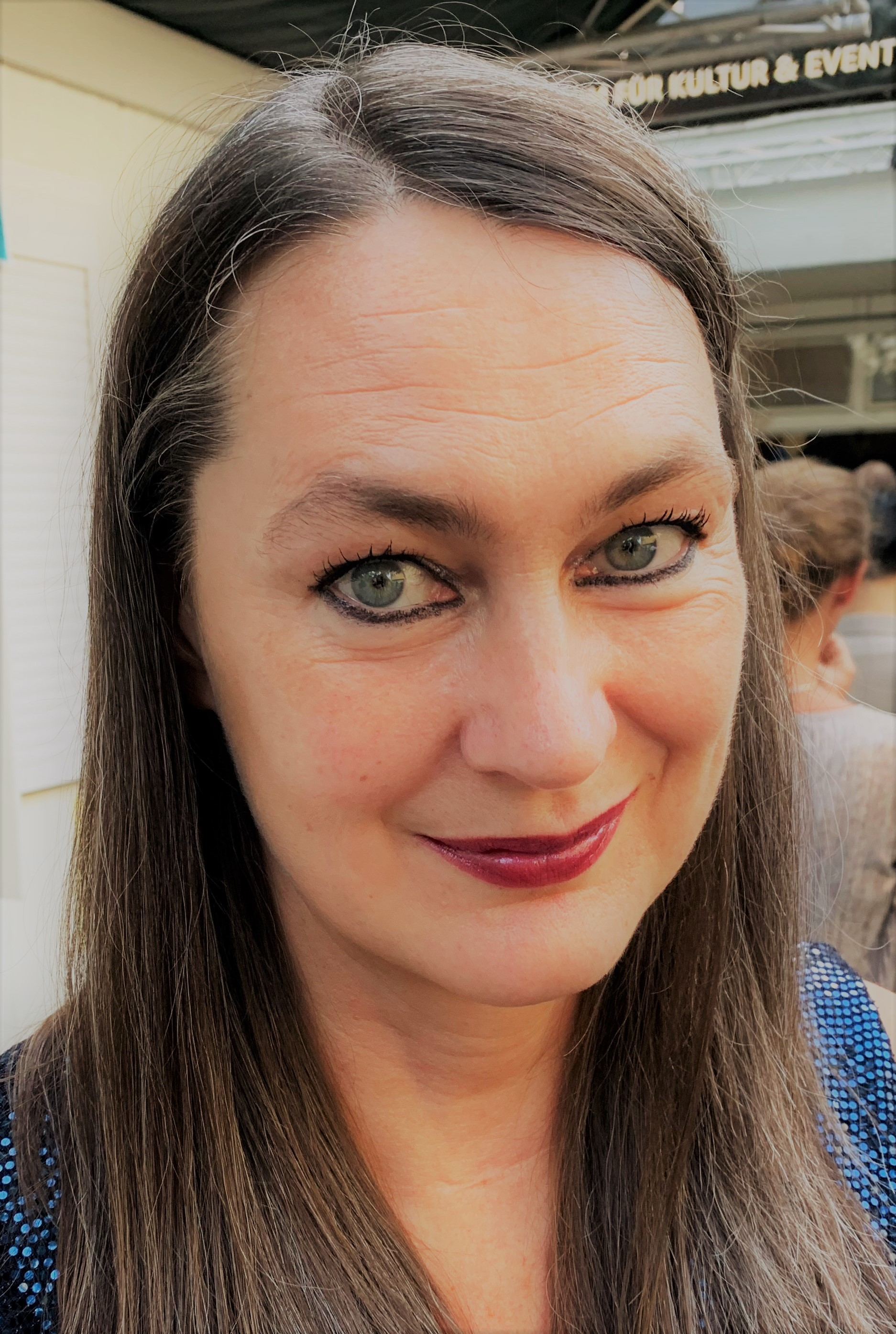
Silke Hildebrandt (2022)

Silke Hildebrandt (* 28. Mai 1970 in Darmstadt; † 8. Juli 2025) war eine deutsche Hörspiel- und Featureregisseurin und Autorin.

## Werdegang
Nach dem Abitur studierte Silke Hildebrandt Mittlere und Neuere Geschichte, Wirtschafts- und Sozialgeschichte und Philosophie in Heidelberg und Köln. Während und nach ihrem Studium war sie in der freien Theaterszene in Köln als Dramaturgin und Regieassistentin aktiv und arbeitete in privaten Tonstudios. 1997 begann sie als Regieassistentin in der Hörspiel- und Feature-Abteilung des Westdeutschen Rundfunks. Dort arbeitete sie die nächsten Jahre mit zahlreichen Regisseuren zusammen, vor allem mit Walter Adler, Norbert Schaeffer, Leonhard Koppelmann und Claudia Johanna Leist. Im Jahre 2000 produzierte sie ihr erstes Feature und arbeitete seit 2008 als Regisseurin für Hörspiel und Feature. Ihre Arbeiten wurden mehrfach ausgezeichnet.

## Hörspiele (Auswahl)
- 2008: Lasst die Kadaver bräunen! von Jean-Patrick Manchette und Jean-Pierre Bastid (WDR) Hörspielbearbeitung und –regie. U.A. mit Sylvester Groth, Sebastian Blomberg, Max Simonischek, Götz Schulte, Martin Reinke, Marion Breckwoldt und Tanja Schleiff.
- 2010: Vorfahrt fürs Velo von Michael Stang (WDR, 2-Teiler) Featureregie.
- 2013: Geschichte einer Liebe von Angela Steidele (HR) Hörspielregie. U.A. mit Bettina Hoppe, Dörte Lyssewski und Julia Nachtmann.
- 2014: Die Entfernung der Amygdala von Markus Orths (SWR) Hörspielregie. U.A. mit Janina Sachau, Jan Georg Schütte, Jens Harzer und Katja Bürkle.
- 2014: Chapters von Bettina Erasmy (HR) Hörspielregie. U.A. mit Julia Riedler, Stefan Kaminski, Oliver Kraushaar, Hanns Jörg Krumpholz, Paula Hans und Anna Böger.
- 2014: Washington Square von Henry James (MDR) Hörspielregie, Im Handel bei Audiobuch: ISBN 978-3-89964-938-3 u. a. mit Meike Droste, Ulrich Pleitgen, Ulrich Noethen, Dörte Lyssewski und Oliver Urbanski.
- 2015: Mahler zu Besuch von Karl-Heinz Bölling (HR) Hörspielregie. U.A. mit Traute Hoess, Martin Engler, Markus Scheumann und Wilfried Hochholdinger.
- 2016: Schwarzlicht von Marie T. Martin (SWR) Hörspielregie. U.A. mit Birte Schnöink, Julia Riedler, Ole Lagerpusch und Johannes Kienast.
- 2017: Das Gelübde von Dominik Busch (HR) Hörspielregie. U.A. mit Ole Lagerpusch, Lisa Hagmeister, Ingo Hülsmann, Michael Wittenborn, Wanja Mues, Dörte Lyssewski und Stefanie Kirsten.
- 2018: Auf die sanfte Tour von Freeman T. Castle (SWR) Hörspielregie. U.A. mit Thomas Neuhaus, Claude De Demo, Friedhelm Ptok, Astrid Meyerfeldt, Götz Schulte, Markus Scheumann und Horst Kotterba.
- 2019: Parallel leben von Sebastian Lehmann (HR, 2-Teiler) Hörspielregie. U.A. mit Ole Lagerpusch, Marleen Lohse, Martin Reinke, Karoline Schuch, Katja Bürkle und Robert Dölle.
- 2019: Northanger Abbey von Jane Austen (HR, 2-Teiler) Hörspielbearbeitung und –regie, Im Handel bei Der Hörverlag ISBN 978-3-8445-3449-8 u. a. mit Anna Drexler, Ulrich Noethen, Anne Müller, Max Bretschneider, Robert Dölle und Barbara Philipp.
- 2019: Die Nacht von Lissabon von Erich Maria Remarque (RB/WDR 2-Teiler) Hörspielbearbeitung und –regie, Im Handel bei Der Audio Verlag: ISBN 978-3-7424-1647-6 u. a. mit Max von Pufendorf, Max Simonischek, Lisa Hrdina, Daniel Wiemer und Jasmin Schwiers.
- 2019: Generation allein von Nora Große Harmann (MDR) Featureregie.
- 2020: Von Vertrauen und Gewissheit von Hans-Joachim Simm (HR) Featureregie.
- 2020: Havanna von Simone Buchholz (HR/SWR) Hörspielregie. U.A. mit Kathrin Angerer, Bibiana Beglau, Katja Bürkle, Julia Riedler, Ole Lagerpusch und Wolfram Koch.
- 2021: Vater, Mutter, Kind – geschieden von Karoline Knopp (MDR) Featureregie.
- 2022: 10 Atemzüge von Simone Buchholz, Berit Glanz, Mareike Fallwickl und Karen Köhler (HR, Hörspielserie in 10 Teilen) Hörspielregie. U.A. mit Milena Arne Schedle, Lou Strenger, Viktoria Trauttmansdorff, Sascha Icks, Lisa Hrdina, Luise Wolfram, Wolfram Koch, Felix Goeser, Oliver Kraushaar und Ulrich Noethen.
- 2023: Riss in der Matrix von Simone Buchholz (HR) Hörspielregie. U.A. mit Lou Strenger, Wanja Mues, Steffen Scheumann und Hedi Kriegeskotte.
- 2023: Herren der Lage von Freeman T. Castle (SWR) Hörspielregie. U.A. mit Devid Striesow, Maja Schöne, Friedhelm Ptok und Steffen Scheumann.

## Auszeichnungen
- 2013: Hörspiel des Monats Juni für „Geschichte einer Liebe“ von Angela Steidele (Regie).
- 2014: ARD-Online-Award für „Chapters“ von Bettina Erasmy (Regie).